# Blender (software)
Blender 3D este un program software liber de grafică 3D.
El poate fi folosit pentru crearea modelelor 3D, mapare UV, texturare, rigging (animarea prin folosirea "oaselor"), simularea apei, animatie, randare, particule și alte simulări computerizate, editare non-lineară, compositing și crearea aplicațiilor interactive 3D.
Blender e disponibil pentru câteva sisteme de operare, inclusiv FreeBSD, IRIX, GNU/Linux, Microsoft Windows, Mac OS X, Solaris, SkyOS, și MorphOS.
Blender are o varietate de funcții similare ca scop și complexitate ca alte programe 3D ca Softimage|XSI, Cinema 4D, 3ds Max, Lightwave și Maya. Aceste funcții includ unelte pentru simulări avansate ca rigid body, fluid, cloth și softbody dynamics, unelte puternice pentru animarea caracterelor, materiale bazate pe node-uri și scripturi Python.

## Istoric

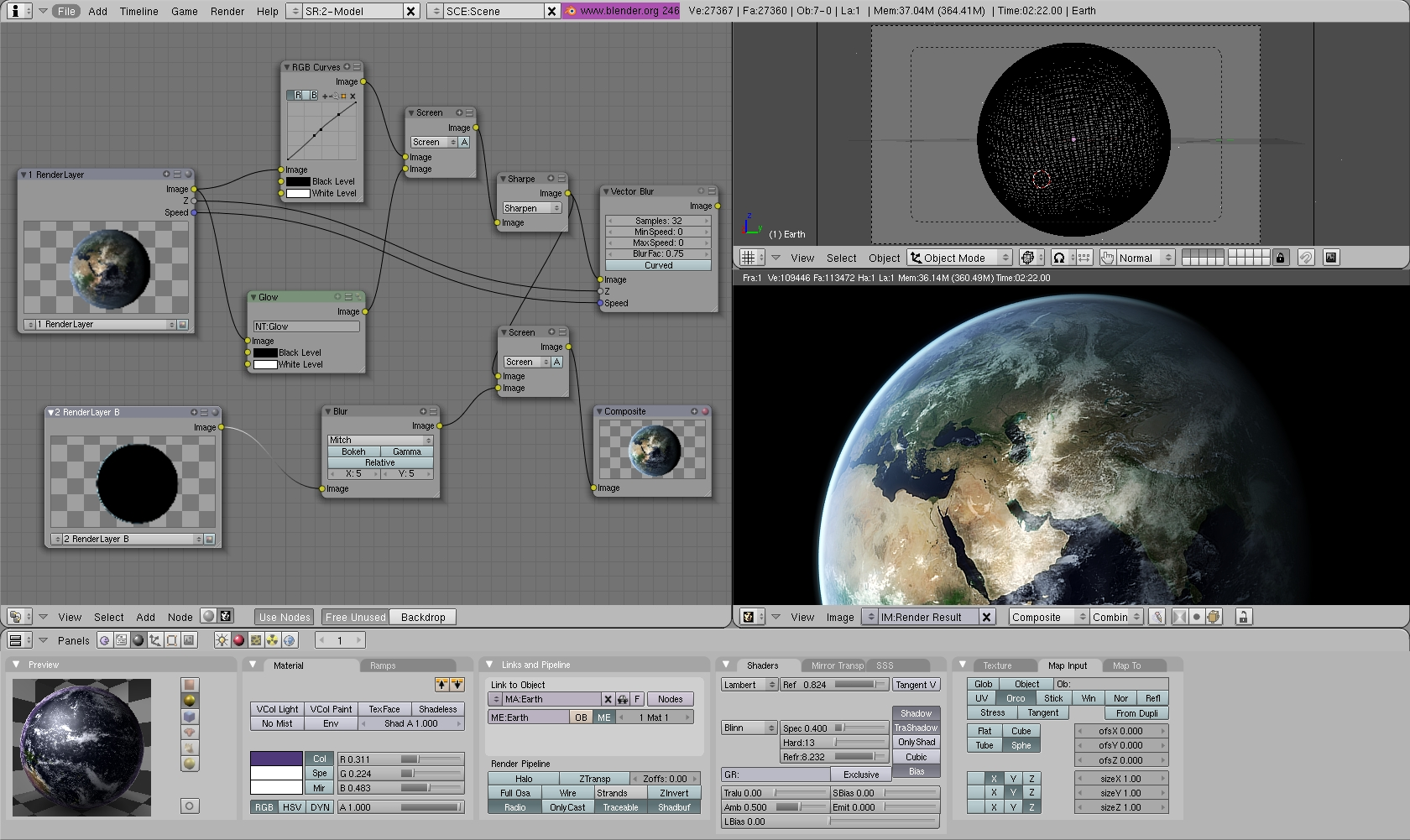
Captura de ecran: Blender 2.4

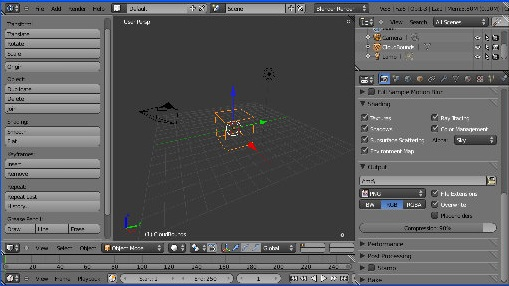
Captura de ecran cu noul GUI: Blender 2.5

La origine, programul a fost dezvoltat ca o aplicație in-house de către studioul olandez de animație NeoGeo (a nu se confunda cu consola de jocuri NeoGeo) și cu Not a Number Technologies (NaN); autorul principal, Ton Roosendaal, a fondat firma NaN în iunie 1998 pentru a dezvolta și a distribui programul în continuare. Programul a fost distribuit inițial ca freeware până când NaN a dat faliment în 2002.
Numele "Blender" a fost inspirat dintr-un cântec de Yello, din albumul Baby.
Creditorii și-au dat acordul ca Blender să fie lansat ca software liber, sub termenii Licenței Generale Publice GNU, pentru plata unei singure tranșe de 100.000€. În 18 iulie 2002 Roosendaal a inițiat o campanie de strângere de fonduri, iar în 7 septembrie 2002 s-a anunțat că s-au strâns suficiente donații și astfel codul-sursă Blender urmează să fie făcut disponibil.  Blender e la ora actuală un program open source dezvoltat în mod activ de Blender Foundation.

### Suzanne

Suzanne

În Ianuarie/Februarie 2002 era clar că NaN nu mai putea rezista și va fi închisă în Martie. Totuși ei au avut puterea de a crea încă o versiune, 2,25. Ca un fel de Easter egg, un ultim simbol personal, creatorii au decis să adauge un cimpanzeu primitiv. El a fost creat de Willem-Paul van Overbruggen (SLiD3), care de asemenea l-a denumit Suzanne, după urangutanul din filmul lui Kevin Smith, Jay and Silent Bob Strike Back.
Suzanne este alternativa Blender-ului la modelele de test, de exemplu Utah Teapot.Un model cu puține fețe, exact 500, Suzanne este de multe ori folosit, ca un model rapid, pentru a testa materialul, textura și iluminarea. Cea mai mare competiție Blender este numită Premiile Suzanne.

## Capabilități
Blender are o mărime relativ mică la instalare și rulează pe câteva platforme populare.  Cu toate că deseori e distribuit fără documentație sau fără scene exemplificatoare complicate, programul abundă în funcționalități caracteristice software-urilor de modelare de top. Printre capabilitățile sale se numără:

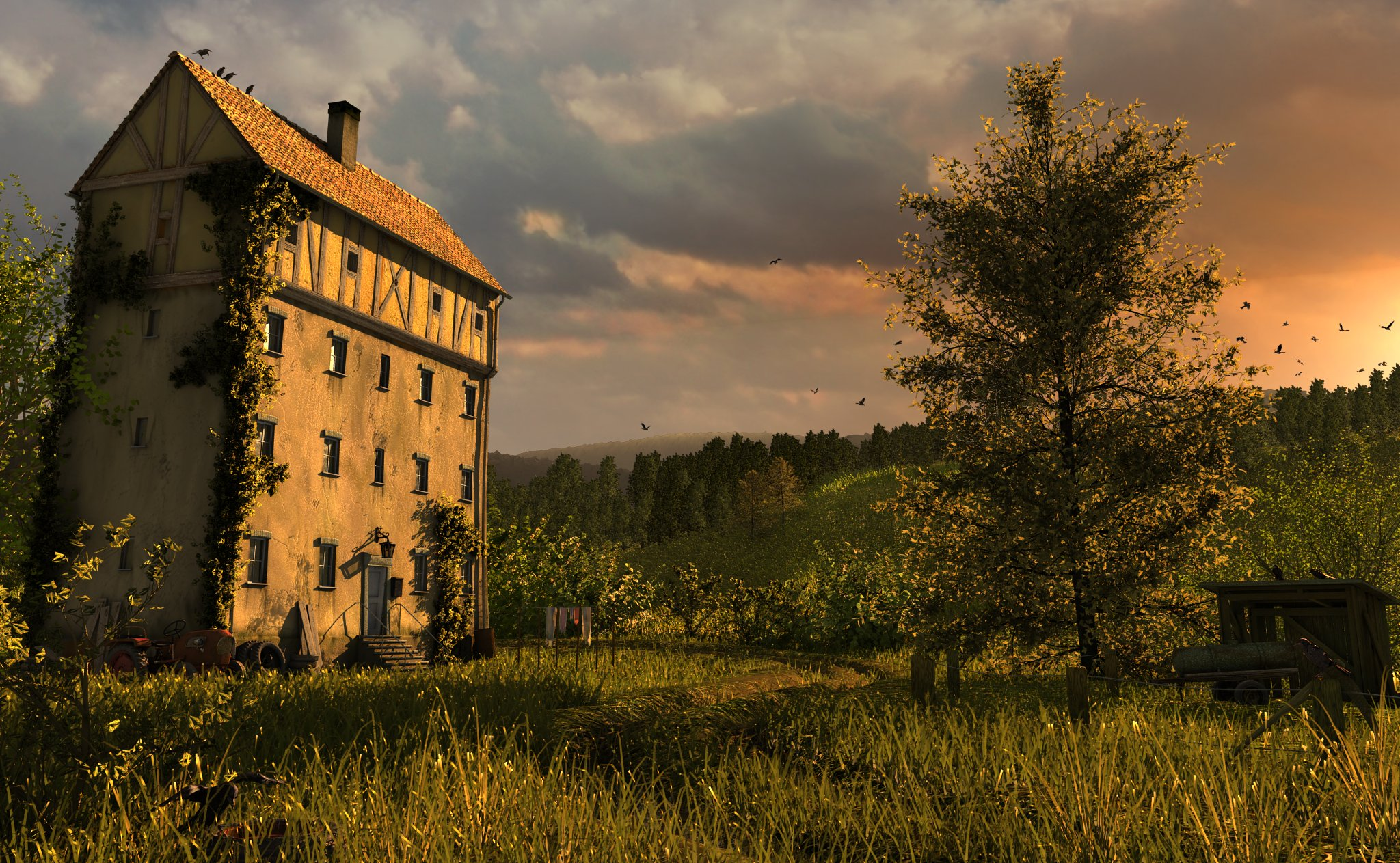
O imagine creată folosind Blender

- Suportă o varietate de forme geometrice primitive, inclusiv structuri poligonale, modelare subdivision surface rapidă, curbe Bezier și suprafețe NURBS, metaballs, sculptarea poligoanelor, și fonturi Typeface vectoriale.
- Capabilități versatile de randare internă și integrare cu raytracer-ul  open source YafRay.
- Unelte de animație, inclusiv cinematica inversă, deformări de armatură (scheletale) și cu ajutorul laticelor, shape keys, keyframes, timeline, animație non-lineară, constraints, vertex weighting, dinamica softbody, inclusiv detectarea coliziunilor dintre structurile obiectelor, dinamica fluidelor, dinamica hard body, păr bazat pe sistemul de particule, și un sistem de particule cu funcție de detecție a coliziunilor.
- Scripting Python pentru crearea de noi unelte sau de prototipuri de unelte, game scripting logic, sau automatizarea anumitor sarcini.
- Editare video non-lineară de bază și capabilități de compoziție.
- Game Blender, un sub-proiect, oferă funcții de interactivitate cum ar fi detectarea coliziunilor, dynamics engine, și logică programabilă. Totodată permite și crearea de aplicații autonome ce pot rula în timp real, de la vizualizare arhitecturală până la programarea de jocuri video.

### Funcții avansate

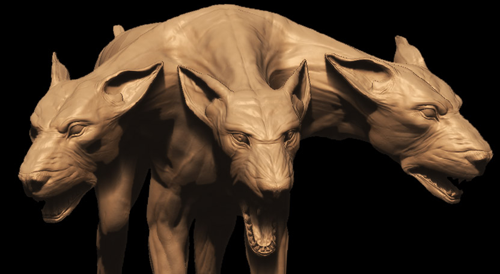
Un model 3D creat în Blender de Giuseppe Canino arătând potențialul sculptării digitale

- În Blender, un Obiect (care reprezintă o entitate care interacționează cu mediul înconjurător) și Datele lui "personale" (forma/funcția propriu-zisă a obiectului) sunt clare și distincte. Relațiile Obiect-date sunt linkabile dinamic tot timpul, facilitând procese de modelare rapide care constituie funcții unice ale programului Blender.
- Un sistem intern de fișiere care permite "împachetarea" mai multor scene într-un singur fișier (denumit fișier ".blend").
- Toate fișierele ".blend" ale programului sunt compatibile între toate platformele, precum și forward și backward cu alte versiuni ale programului, și pot fi utilizate ca bibliotecă de unde poți lua content gata creat.
- Fișierele ".blend" pot fi automat salvate ca instanțe periodice de către program, fiind astfel mai probabilă supraviețuirea fișierului în eventualitatea unei căderi a programului.
- Toate scenele, obiectele, materialele, texturile, sunetele, imaginile, efectele de post-producție a unei întregi animații pot fi stocate într-un singur fișier ".blend".
- Diversele configurațiile ale interfeței sunt memorate în fișierul ".blend", astfel încât ceea ce salvezi e ceea ce obții atunci când îl încarci. Acest fișier poate fi stocat ca "user default" (preferințe implicite ale utilizatorului), așa încât configurația ecranului, cât și toate obiectele stocate în el, sunt utilizate de fiecare dată când pornești programul Blender.

### Interfața cu utilizatorul

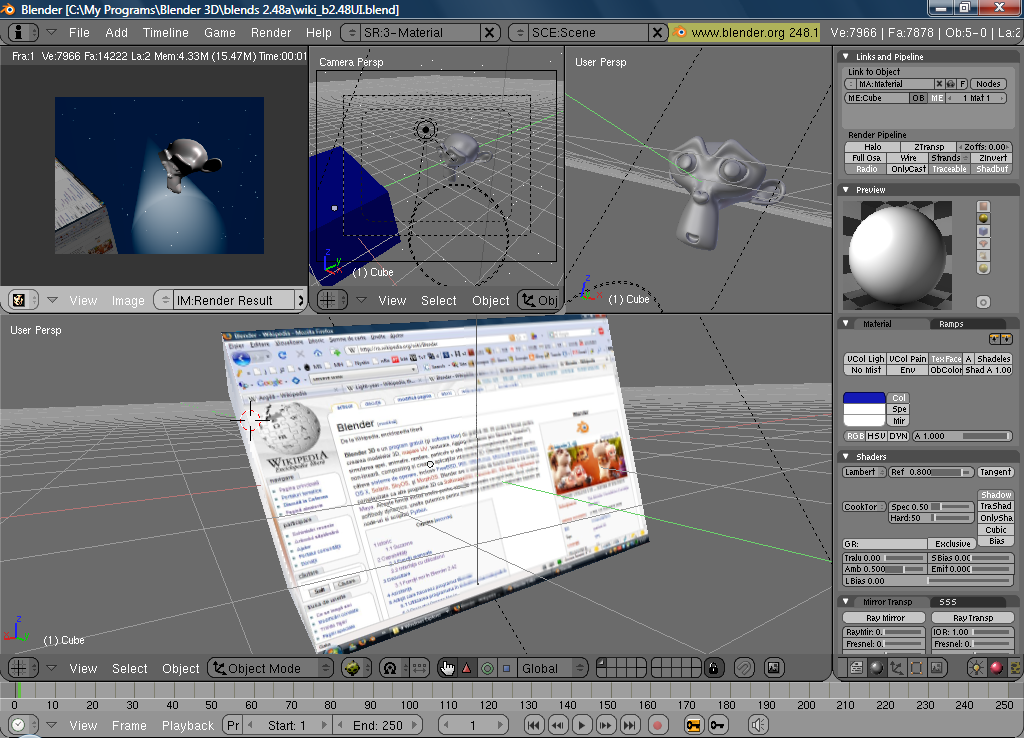
Captura de ecran: Blender 2.48

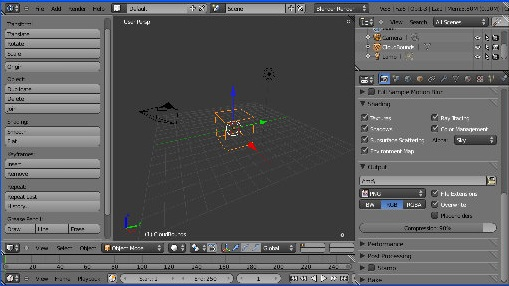
Captura de ecran cu noul GUI: Blender 2.5

Blender are încă reputația unui program greu de învățat. Aproape fiecare funcție are o scurtătură directă de la tastatură, iar numărul de funcții oferite de Blender are ca rezultat câteva scurtături diferite alocate aceleiași taste. De la lansarea sa ca open-source, s-au făcut eforturi de a adăuga meniuri contextuale comprehensive, cât și de a face utilizarea uneltelor mai logică și mai ordonată, precum și de a ameliora vizual pe mai departe interfața, introducând teme coloristice, ferestre flotante transparente, un nou și îmbunătățit object tree overview și alte mici îmbunătățiri (pipetă de culoare, etc).

#### Interfața Blender are câteva concepte caracteristice
Moduri de editare
Cele două moduri primare de lucru sunt Object mode și Edit mode , între care se alternează cu tasta Tab. Object mode e utilizat pentru a manipula obiectele individuale în general, iar Edit mode e utilizat pentru a manipula datele definitorii propriu-zise ale obiectului respectiv. De exemplu, în cazul obiectelor poligonale, Object mode poate fi utilizat pentru a muta, scala și a roti obiecte întregi, iar Edit mode e utilizat pentru a manipula vârfurile individuale ale unei singure structuri. Mai există alte câteva moduri, cum ar fi Vertex Paint, Weight Paint, Sculpt Mode. Versiunea 2.45 avea și modul UV Mapping, dar în 2.46 el a fost inclus în Edit Mode.
Utilizarea scurtaturilor
În program se folosesc foarte des comenzile de la tastatură. Până la versiunile 2.x și mai ales în cazul versiunilor 2.3x, acesta era de fapt singurul mod de a da comenzi, lucru care a fost în mare parte responsabil de crearea reputației de program dificil de învățat. Noile versiuni au meniuri mult mai cuprinzătoare.
Gestionarea spațiului de lucru
Interfața din Blender e alcătuită dintr-unul sau mai multe ecrane, care pot fi individual împărțite în secțiuni și subsecțiuni care pot fi orice tip de portaluri de vizualizare și de tipuri de ferestre permise de Blender. Fiecare element specific diverselor tipuri de ferestre poate fi controlat cu aceleași unelte care manipulează vizualizarea în portalul 3D - rezultând, de exemplu, capacitatea întrucâtva neobișnuită de a putea face zoom în secțiunea cu butoane la fel cum se face zoom în portalul 3D. Modul de dispunere și de setare al interfeței e complet controlabil de către utilizatori, făcând posibilă setarea interfeței pentru sarcini specifice cum ar fi editarea video sau maparea UV și atribuirea de texturi, ascunzând alte funcții care nu sunt necesare pentru sarcina respectivă.

## Formatul fișierului
Blender deține un sistem de fișiere intern ce permite introducerea mai multor scene într-un singur fișier (numit fișier .blend).
- Toate fișierele ".blend" sunt compatibile cu celelalte versiuni ale programului și sunt cross-platform. Ele pot fi folosite ca o librărie pentru a împrumuta o textură sau un obiect.
- Programul Blender poate salva automat lucrul pentru a nu pierde datele în cazul unui crash.
- Toate scenele, obiectele, materialele, texturile, sunetele, imaginile, efectele pentru o întreagă animație sunt stocate într-un singur fișier ".blend", așa că ceea ce salvezi este ceea primești când îl încarci. Fișierul stochează și preferințele utilizatorului, cum ar fi aranjamentul ferestrelor, așa că la deschiderea unui fișier programul arată la fel ca la salvarea lui.

Într-un fișier ".blend" sunt stocate obiectele și relațiile dintre ele într-un mod greu de descifrat, făcând dificilă convertirea acestora dintr-un program extern, dar există multe convertoare integrate în Blender ce accesează datele obiectelor direct, prin API, facilitând exportul către alte programe.
Blender organizează datele ca diferite tipuri de "data block-uri", ca Objects, Meshes, Lamps, Scenes, Materials, Images și altele. În Blender un obiect este alcătuit din mai multe "data block-uri", de exemplu un cub are cel puțin un datablock pentru Object și Mesh și, de obicei, are și un material. Acest lucru permite, de exemplu, duplicarea obiectelor dar păstrarea unui singur datablock la care sunt legate toate copiile obiectului inițial, permițând și modificarea tuturor obiectelor în același timp. Relațiile dintre data-blockuri pot fi schimbate și manual. Datablock-urile pot fi luate și din alte fișiere .blend, permițând păstrarea acestora ca biblioteci pentru a fi accesate ulterior.

## Dezvoltare

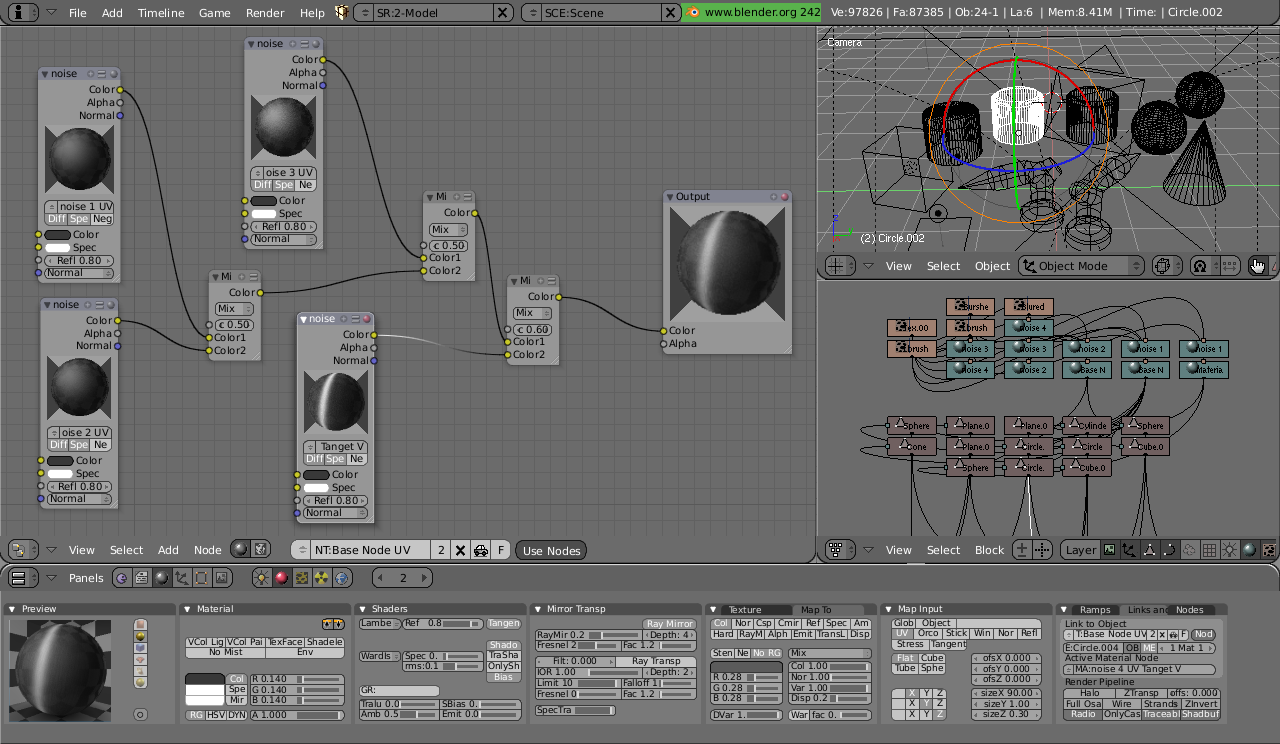
Folosirea editorului de node-uri din Blender pentru a crea materiale anistropic-metalice în versiunile mai mici de 2.5

De la deschiderea sursei, Blender s-a îmbunătățit constant și a avut parte de rescrieri substanțiale ale bazei de cod inițiale. Asta a făcut mai ușoară adăugarea de noi funcții. 
Cu toate că Blender e un program cu un set complet de funcționalități, utilizatorii profesioniștii de alte programe ar putea găsi lipsuri în anumite domenii, cum ar fi lipsa unui flux de lucru bazat pe nGon-uri și câteva unelte de modelare lipsă sau incomplete, măsurători numerice și metode de manipulare și inabilitatea (momentană) de a personaliza scurtăturile de tastatură. Blender mai are și tendința de a nu avea documentația actualizată și completă, cu toate că la ora actuală problema a fost în mare parte rezolvată odată cu wikificarea proiectului Blender Documentation.
Îmbunătățirile recente includ un nou sistem de reîmprospătare a animației Arhivat în 8 decembrie 2008, la Wayback Machine.; un sistem de modifiere Arhivat în 4 februarie 2009, la Wayback Machine. bazat pe stack-uri; un sistem de particule upgradat (care poate fi folosit și pentru a simula părul sau blana); dinamica fluidelor; soft body (corpuri "moi") dinamice; suport pentru shadere GLSL în motorul de jocuri;
mapare UV avansată; un sistem de randat regândit, permițând faze separate de randat și "render to texture"; editarea și crearea materialelor cu ajutorul node-urilor.
O parte din aceste noi opțiuni au fost dezvoltate în programul Google, Summer of Code, la care Fundația Blender a participat în 2005, 2006, 2007 și 2008.
Pentru o listă completă a istoriei programului Blender vezi release logs.
În versiunea 2.48a este updatat motorul de jocuri (game engine) pentru a reflecta multe din schimbările făcute pentru crearea proiectului Yo Frankie!; incluzând shading în timp real, multe materiale GLSL în timp real și updateuri la componentele fizice ale game engine-ului. Versiunea 2.48a face, de asemenea, schimbări la sistemele de animație, adaugă simulare pentru Vânt și repară un număr de buguri.

## Comparare cu alte suite 3D

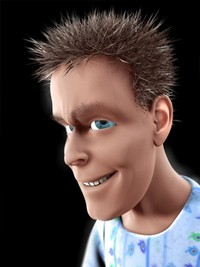
Modelare 3D a lui Ton Roosendaal, imagine creată în Blender

Blender are o gamă largă de opțiuni comparabile cu suitele comerciale, de vârf. O comparație cuprinzătoare între unele programe 3D poate fi accesată la TDT comparații ale pachetelor 3D majore Arhivat în 27 noiembrie 2011, la Wayback Machine. și la diagramă de comparație Arhivat în 23 iulie 2012, la Archive.is. Blender are locuri în care este depășit de competitori, cum ar fi lipsa previzualizărilor pentru fonturi, lipsa modelării pe bază de NGon și unele unelte pentru modelat lipsă sau incomplete și o lipsă de materiale predefinite, deși are resurse downloadabile; totuși, există zone în care Blender este în top, cum ar fi algoritmii avansați pentru maparea UV.
Până recent, Blender avea tendința să nu aibă documentație completă și adusă la zi (deoarece, inițial, a fost construit ca un program pentru uzul acasă), o problemă care în prezent se încearcă să se rezolve prin crearea wikipediei Blender documentation project, proiectul Blender Summer of Documentation Arhivat în 1 februarie 2009, la Wayback Machine. din 2006, și cartea introductivă "Essential Blender" din iunie 2007, ce a fost publicată de Fundația Blender. De asemenea, un număr variat de alte reviste au fost publicate de persoane neafiliate cu Fundația Blender.
Kit-ul de instalare a programului Blender are doar 9 MB și necesită doar 30 MB spațiu pe disc, iar o instalare "minimală" necesită doar 2.2 MB, pe când alte programe, ca AutoCAD necesită aproximativ 2 GB. Astfel, Blender poate fi ușor downloadat (deși unele cărți includ un CD cu Blender).

## Asistența
La o lună după lansarea versiunii 2.44, programul a fost downloadat de peste 800,000 de ori.  Majoritatea utilizatorilor învață programul Blender cu ajutorul tutorialelor scrise de diverși utilizatori, iar alții învață Blender cu ajutorul numeroaselor forumuri de discuții care tratează subiectul. Un popular forum de discuții despre Blender este forumul blenderartists Arhivat în 5 august 2006, la Wayback Machine. (mai înainte, numit elYsiun);
Alte linkuri utile pentru cei care vor sa invete acest program:
Blender_3D:_Noob_to_Pro en pentru incepatori,
blendernation en te poți abona și vei primi pe mail noutăți,
jmsoler.free.fr fr cea mai mare colecție de scripturi python pentru blender.

## E-Shop
Blender are un E-Shop (magazin electronic) pe pagina lor oficială blender.org. Acolo există cărți pe care le poți cumpăra. Unele din titluri sunt: Blender for Dummies, Bounce Tumble and Splash, Introducing Character Animation și multe altele. De asemenea, ei au DVD-uri și tricouri.

## Artiști care folosesc programul Blender

Premiul "Suzanne"

Artiști notabili care folosesc programul Blender ca instrument principal sau unic:
- Andreas Goralczyk (@ndy), câștigător a două premii Suzanne Blender consecutive (2003 - Cea mai bună animație, 2004 - Best Still)
- Stefano Selleri (S68) (Suzanne Blender Awards 2003 - Best Still)
- Bassam Kurdali (slikdigit) (Suzanne Blender Awards 2004 - Cea mai bună animație)
- Bastian Salmela (basse)
- Endre Barath (endi) Arhivat în 29 noiembrie 2014, la Wayback Machine.
- Jean-Sébastien Guillemette (Ecks, fost X-WARRIOR)
- Robert Tiess (RobertT)
- Campbell Barton (Ideasman42)
- Blender Animation

## Utilizarea programului în industria cinematografică
Primul proiect profesional de anvergură în care a fost utilizat Blender a fost filmul Spider-Man 2, în principal la crearea schițelor animate și a previzualizărilor pentru departamentul de storyboarding.
„"As an animatic artist working in the storyboard department of Spider-Man 2, I used Blender's 3d modeling and character animation tools to enhance the storyboards, re-creating sets and props, and putting into motion action and camera moves in 3d space to help make Sam's vision as clear to other departments as possible.”—Anthony Zierhut, Artist animator, Los Angeles 

### Proiectul Orange Movie/Elephants Dream
În septembrie 2005, o parte dintre cei mai notabili artiști și dezvoltatori Blender au lucrat la crearea unui scurt-metraj, folosind în principal software gratuit, într-o inițiativă cunoscută sub denumirea Orange Movie Project. Filmul rezultat, Elephants Dream, a avut premiera pe 24 martie 2006.
Ca un răspuns la succesul filmului Elephants Dream, Fundația Blender a sponsorizat Institutul Blender pentru a crea alte 2 proiecte: Big Buck Bunny, numit și Project Peach, și Yo Frankie, numit și Project Apricot.

### Plumíferos
Plumíferos, un film artistic, comercial, de lung metraj creat în întregime în Blender, este în curs de creare la Manos Digitales Animation Studio, din Argentina. Trailerele acestui film au fost prezentate la Conferințele Blender din 2005 și 2006 

### Proiectul Peach/Big Buck Bunny
Pe 1 octombrie 2007, o altă echipă a început să lucreze la un nou proiect, numit "Peach", pentru producerea filmului de scurt metraj Big Buck Bunny. De data aceasta, conceptul a fost cu totul diferit. În locul stilului mistic și profund al filmului "Elephants Dream", lucrurile sunt mai "amuzante și furioase" conform site-ului oficial. Filmul a avut premiera pe 1 aprilie 2008.

### Proiectul Apricot/Yo Frankie!
Apricot este un proiect creat pentru realizarea unui joc bazat pe universul și caracterele din filmul Peach (Big Buck Bunny) folosind software liber. Jocul se numește Yo Frankie. El a luat naștere la 1 februarie 2008, dezvoltarea fiind terminată la sfârșitul lui iulie 2008. Jocul finalizat era așteptat să iasă la sfârșitul lui august, dar data lansării a fost amânată. În cele din urmă, jocul a fost lansat pe 9 decembrie 2008, sub licența GNU GPL sau LGPL, cu tot conținutul licențiat sub Creative Commons Attribution 3.0.

### Proiectul Sintel
Premiera scurt metrajului animat Sintel, a fost pe 27 septembrie 2010.